# Exosfera

Esquema de la magnetosfera terrestre. Els vents solars bufen de esquerra a dreta.

L'exosfera és l'última capa de l'atmosfera terrestre, per sobre de la termosfera i a més de 500 quilòmetres d'altura, en contacte amb l'espai exterior, on existeix pràcticament el buit. És la regió atmosfèrica més distant de la superfície terrestre. El seu límit superior es localitza a altituds entre 600 i 960 km i fins i tot 1000 km. És la zona de trànsit entre l'atmosfera terrestre i l'espai interplanetari.
Conté molta pols còsmica que cau sobre la Terra i que fa augmentar el seu pes en unes 20.000 tones. Allà es poden trobar satèl·lits meteorològics d'òrbita polar. A l'exosfera, el concepte tèrmic desapareix, a més conté un flux de partícules (provocat per l'acció del camp magnètic terrestre sobre el vent solar incident), que constitueix els cinturons de Van Allen. En aquesta capa es formen els estels fugaços.
Els gasos que formen l'exosfera són sobretot hidrogen, heli i, en menor proporció, oxigen.